# Clive Murray
Clive Murray (nascut el 5 de desembre del 1990) és un jugador de futbol de Grenada que actualment juga per l'equip grenadí Paradise FC. Juga també per la selecció de futbol de Grenada.

## Selecció nacional
Clive Murray va ser el primer jugador que va marcar un gol per Grenada en la Copa d'Or de la CONCACAF, en l'edició del 2011. Va marcar aquest gol el 10 de juny del 2011, marcant l'1 – 0 pel seu equip contra Hondures. Tot i així, el seu gol només va mantenir el marcador així per vuit minuts quan Hondures va començar a remuntar fins a guanyar 1 – 7.

### Gols com a internacional
Llista de gols marcats per Clive Murray jugant per a la selecció de Grenada.
| Gol | Data                 | Localització                                      | Oponent           | Gol marcat | Resultat | Competició                                      |
| --- | -------------------- | ------------------------------------------------- | ----------------- | ---------- | -------- | ----------------------------------------------- |
| 1.  | 28 de maig del 2011  | Grenada National Stadium, Saint George's, Grenada | Antigua i Barbuda | 1 – 0      | 2 – 2    | Amistós                                         |
| 2.  | 28 de maig del 2011  | Grenada National Stadium, Saint George's, Grenada | Antigua i Barbuda | 2 – 0      | 2 – 2    | Amistós                                         |
| 3.  | 10 de juny del 2011  | FIU Stadium, Miami, Estats Units                  | Hondures          | 1 – 0      | 1 – 7    | Copa d'Or de la CONCACAF de 2011                |
| 4.  | 7 d'octubre del 2011 | FFB Field, Belmopan, Belize                       | Belize            | 4 – 0      | 4 – 1    | Classificació de la Copa del Món de futbol 2014 |